# Roger Dubuis
Roger Dubuis è un'azienda svizzera con sede a Ginevra, specializzata in segnatempo da uomo di alta orologeria e orologi di lusso da donna.

## Storia
Nel 1980, dopo 14 anni passati a sviluppare e realizzare complicazioni e orologi per Patek Philippe, il talentuoso orologiaio Roger Dubuis apre il proprio atelier, e gli vennero commissionate da varie maison orologiaie le realizzazioni di diverse complicazioni da montare ai loro orologi.
Successivamente a Dubuis si unì anche Carlos Dias che era un designer per Frank Muller, e insieme fondarono nel 1995 a Ginevra il marchio Sogem SA (Société des Montres Genevoise) che nel 1999 venne ribattezzato appunto Roger Dubuis il quale si specializzò nella produzione di orologi di lusso ad alto livello tecnico. Tutti gli orologi Roger Dubuis ricevono il Punzone di Ginevra, il massimo riconoscimento in ambito orologiaio per la precisione affidabilità e tecnica di un segnatempo, e sono anche certificati COSC. Dubuis è una delle 2 sole aziende che riceve il Punzone di Ginevra per ogni orologio prodotto. Nel 2002 l'azienda si sposta a Meyrin e gli edifici nei quali vi lavorano 500 dipendenti e dove sono presenti 120 macchinari destinati alla progettazione e realizzazione degli orologi, vennero ampliati nel 2005.
Tutti i pezzi che compongono un orologio Roger Dubuis vengono studiati, realizzati e assemblati internamente.
Per ogni modello di orologio, Roger Dubuis ne produce esclusivamente 28 nel mondo.
Nel 2008 l'azienda viene acquistata per il 60% dal Gruppo Richemont, e l'annuncio venne fatto l'11 agosto 2008.
Richemont comunicò che il passaggio di proprietà fu stipulato tramite una trattativa riservata con Carlos Dias, che era allora l'azionario di maggioranza del marchio e anche capo esecutivo.
L'azienda continua comunque a produrre orologi sotto il nome di Roger Dubuis.